# پیوندهای بین‌فردی

روابط (افراد) و پیوندها (ارتباطات) در شبکه‌های اجتماعی.

پیوندهای بین‌فردی (به انگلیسی: Interpersonal ties) در تحلیل شبکه‌های اجتماعی و جامعه‌شناسی ریاضی، به عنوان ارتباطات حامل اطلاعات بین افراد تعریف می‌شود. روابط بین‌فردی، به طور کلی، در سه نوع وجود دارد: نیرومند، سست یا نامرئی. استدلال می‌شود پیوندهای اجتماعی سست مسئول اکثریت جاسازی و ساختار شبکه‌های اجتماعی در جامعه و همچنین انتقال اطلاعات از طریق این شبکه‌ها است. به طور خاص، اطلاعات جدید بیشتری از طریق پیوندهای سست به جای نیرومند به افراد منتقل می‌شود. از آنجایی که دوستان نزدیک ما تمایل دارند در همان حلقه‌هایی حرکت کنند که ما انجام می‌دهیم، اطلاعاتی که آنها دریافت می‌کنند به طور چشمگیری با آنچه قبلاً می‌دانیم همپوشانی دارد. در مقابل، آشنایان، افرادی را می‌شناسند که ما نمی‌شناسیم، و بنابراین اطلاعات جدید بیشتری دریافت می‌کنند.
به گفته مارک گرانووتر (زادهٔ ۲۰ اکتبر ۱۹۴۳) جامعه‌شناس آمریکایی و استاد دانشگاه استنفورد در تعریف «پیوندهای نامرئی»، آن روابط (یا پیوندها) بدون اهمیت اساسی، مانند روابط «سر تکان دادن» بین افرادی که در یک خیابان زندگی می‌کنند، یا برای مثال، «پیوند» به فروشنده‌ای که می‌توان از آن خرید کرد. چنین روابطی با غریبه‌های آشنا را «پیوندهای نامرئی» نیز می‌نامند، زیرا به سختی قابل مشاهده هستند و اغلب به عنوان یک نوع پیوند مرتبط نادیده گرفته می‌شوند. آنها با این وجود از احساس آشنایی و تعلق مردم حمایت می کنند. علاوه بر این، این واقعیت که دو نفر ممکن است یکدیگر را به نام بشناسند، لزوماً وجود یک پیوند سست را واجد شرایط نمی‌دانند. اگر تعامل آنها ناچیز باشد، پیوند ممکن است غایب یا نامرئی باشد. قدرت پیوند بین‌فردی ترکیبی خطی از مقدار زمان، شدت عاطفی، صمیمیت (یا رازداری متقابل) و خدمات متقابل است که مشخصه هر پیوند است.

## تاریخچه
یکی از نخستین نویسندگانی که ماهیت روابط بین مردم را توصیف کرد، دانشمند و فیلسوف آلمانی، یوهان ولفگانگ فون گوته بود. گوته در رمان کلاسیک خود در سال 1809، «خویشاوندی های اختیاری» درباره «پیوند ازدواج» بحث کرد. قیاس نشان می دهد چقدر پیوندهای زناشویی نیرومند شبیه ذرات جیوه است که از طریق فرآیند »یل شیمیایی وحدت پیدا می کنند. 
در سال 1954، روان شناس ریاضی روس آناتول راپوپورت در مورد این واقعیت مشهور اظهار داشت که تماس‌های احتمالی دو نفر که از نزدیک با هم آشنا هستند، بیشتر از تماس‌های دو فرد انتخاب شده خودسرانه همپوشانی دارند. این استدلال به یکی از پایه های نظریه شبکه های اجتماعی تبدیل شد.
مارک گرانووتر در سال 1973 با تحریک کار راپوپورت و نظریه پرداز دانشگاه هاروارد هریسون وایت قدرت پیوندهای سست را منتشر کرد.  این مقاله اکنون به عنوان یکی از تأثیرگذارترین مقالات جامعه شناسی شناخته می شود که تا کنون نوشته شده است.
برای گردآوری اطلاعات برای رساله دکترا، گرانووتر با ده ها نفر مصاحبه کرد تا دریابد چگونه از شبکه های اجتماعی برای ایجاد مشاغل جدید استفاده می شود. گرانووتر دریافت بیشتر مشاغل از طریق آشنایان با پیوندهای سست یافت می شود. این الگو گرانوتر را به یاد درس شیمی سال اول او می‌اندازد که نشان می‌دهد چگونه پیوند هیدروژنی سست بسیاری از مولکول های آب را کنار هم نگه می دارد، که خود از اتم هایی تشکیل شده اند که توسط پیوندهای کووالانسی نیرومند نگه داشته شده است.
از نظر گرانووتر، ترکیبی مشابه از پیوندهای نیرومند و سست اعضای جامعه را در کنار هم نگه می دارد. این مدل اساس نخستین دست نوشته او در مورد اهمیت پیوندهای اجتماعی سست در زندگی انسان شد که در می 1973 منتشر شد. با توجه به «مطالب فعلی»، در سال 1986، مقاله پیوندهای سست به یک مقاله کلاسیک استنادی تبدیل شد و یکی از مقالات پراستناد در جامعه‌شناسی بود.
در یک خط تحقیقاتی مرتبط در سال 1969، انسان شناس بروس کاپفرر، «هنجارها و دستکاری روابط در یک زمینه کاری» را پس از انجام کار میدانی در آفریقا منتشر کرد. در این سند، او وجود پیوندهای چندگانه را فرض کرد که با زمینه های متعدد در یک رابطه مشخص می شود. در ارتباطات راه دور، مالتی پلکسر وسیله ای است که به یک رسانه انتقال اجازه می دهد تعدادی سیگنال جداگانه را حمل کند. در روابط اجتماعی، با برون یابی، «چندگانگی» همپوشانی نقش ها، مبادلات یا وابستگی ها در یک رابطه اجتماعی است.

## داده‌های پژوهش

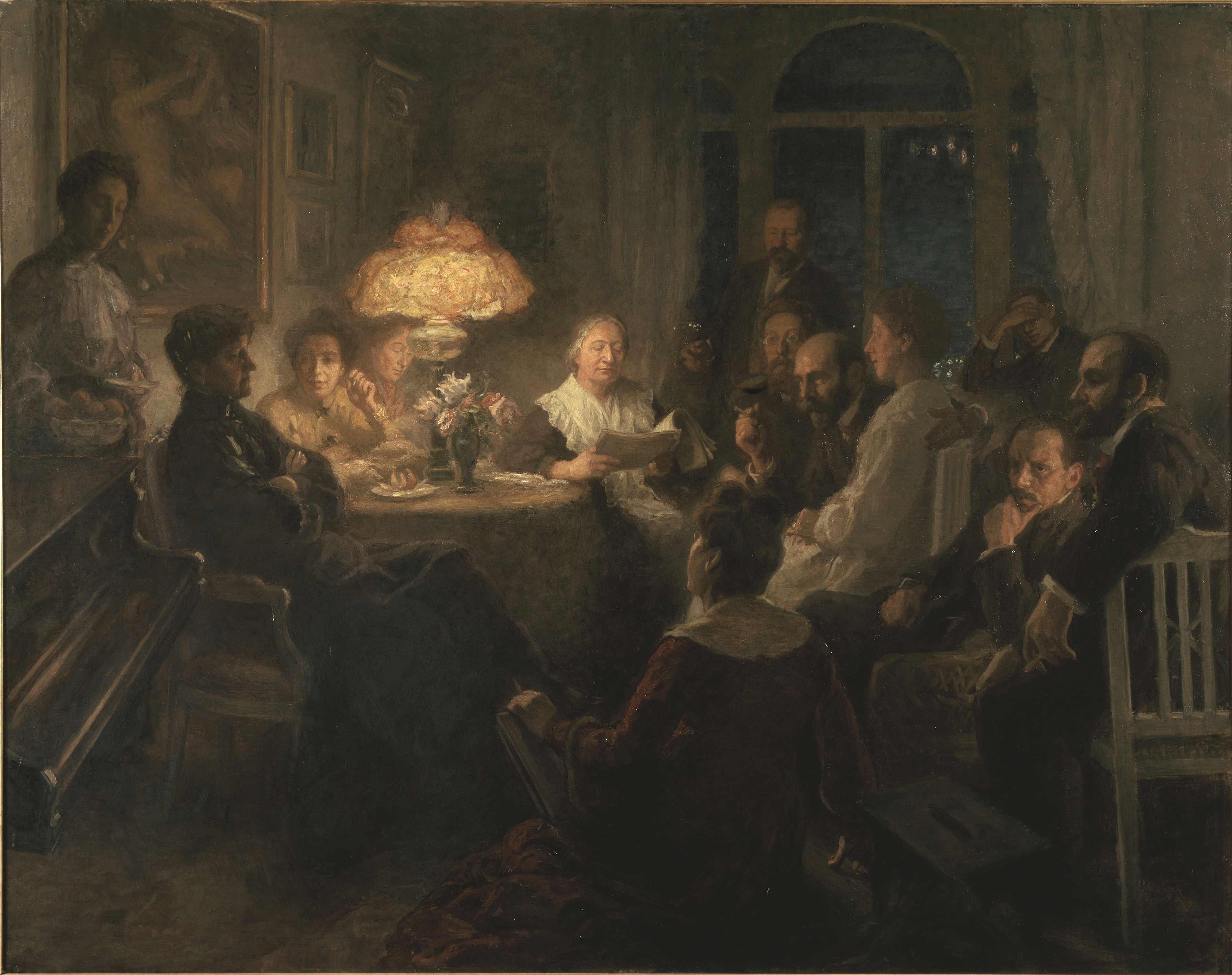
دوستان، نقاشی توسط هانا پائولی

در سال 1970، گرانووتر رساله دکترایش را به دانشگاه هاروارد با عنوان تغییر مشاغل: کانال های اطلاعات تحرک در یک اجتماع حومه شهر ارائه کرد. رساله او مفهوم پیوندهای سست را به تصویر می کشد. گرانووتر برای پژوهش هایش از رود چارلز به نیوتون، ماساچوست رفت و در مجموع 282 کارگر حرفه‌ای، فنی و مدیریتی را مورد بررسی قرار داد. 100 نفر شخصاً با توجه به نوع روابط بین تغییر شغل و فرد تماسی که اطلاعات لازم را ارائه کرده است، مصاحبه شدند. استحکام پیوند بر حسب دفعات مشاهده فرد تماس در طول دوره انتقال شغل، با استفاده از تکلیف زیر اندازه‌گیری شد:
- اغلب = حداقل یک بار در هفته
- 'گهگاهی = بیش از یک بار در سال ولی کمتر از دو بار در هفته
- به‌ندرت = یک بار در سال یا کمتر

از کسانی که از طریق تماس های شخصی شغل پیدا کردند (N=54)؛ 16.7% گزارش کردند که تماس خود را اغلب دیده اند، 55.6% گزارش کردند که گهگاه تماس خود را می بینند، و 27.8% به ندرت. وقتی از دوستان پرسیده شد آیا دوستی در مورد شغل فعلی خود به آنها گفته است، متداول ترین پاسخ دوست نه، یک آشنا بود. نتیجه‌گیری از این مطالعه این است که پیوندهای سست منبع مهمی در تحرک شغلی است. وقتی از منظر کلان نگاه کنیم، پیوندهای سست در اثرگذاری بر انسجام اجتماعی نقش دارند.

## شبکه‌های اجتماعی
در نظریه شبکه‌های اجتماعی، مناسبات اجتماعی بر حسب «روابط» و «پیوندها» در نظر گرفته می‌شوند. روابط کنشگران منفرد درون شبکه‌ها هستند ولی پیوندها روابط بین کنشگران است. می تواند انواع مختلفی از پیوندها بین روابط وجود داشته باشد. در ساده‌ترین شکلش، یک شبکه اجتماعی نقشه‌ای از تمام پیوندهای مربوطه بین روابط مورد مطالعه است.